# Radio Clapas
Radio Clapas (de l'occitan clapas signifiant « tas de pierre », par extension « mont pelé » et donc Montpellier) est une radio communautaire régionale, dont la dominante musicale est le jazz. Elle est l'une des plus anciennes, en tant que radio associative non commerciale, toujours en activité. Elle émet sur la bande FM à la fréquence de 93,5 MHz, dans une partie de la région Occitanie dont la ville de Montpellier (Hérault) et en « streaming » sur son site Internet.

## Histoire
La radio commence à émettre clandestinement le 3 juin 1978, le studio est situé dans un sous-sol du quartier Saint-Roch dans le centre historique de la ville de Montpellier et l’émetteur est caché dans une camionnette ou une Renault 12 verte. Durant les émissions pirates, le véhicule déambule dans les rues pour ne pas se faire repérer par les autorités. L'aventure radiophonique de la station a commencé avec Jo Blanc (aujourd’hui disparu), accompagné de quelques comparses : Hubert Corbin, le pasteur Jean Alexandre (Captain Achab), Henri Talvat, Philippe Daumas, Claude Frigara, Jean-Paul Gambier,, Robert Sabatier et le chanteur occitan Fulbert Cant, faisant partie d'une équipe d’une quarantaine de bénévoles,. Toujours dans le centre-ville, les réunions se font à la librairie La brèche située au no 34 de la rue de l'université.
À la suite des promesses électorales de la campagne pour l'élection présidentielle de François Mitterrand en 1981, les radios pirates deviennent des radios libres. L’association Montpellier Contacts Radio Clapas est créée le 2 octobre 1981,. Durant l'été 1982, la Haute Autorité de la communication audiovisuelle est créée et la radio obtient sa première autorisation d'émettre le 28 décembre 1983.
En 2006 et 2007, Radio Clapas est la première radio locale associative de Montpellier en audience cumulée avec une moyenne de 76 000 auditeurs (unique) semaine.
Radio Clapas fête ses 30 ans, le vendredi 3 octobre 2008 en direct de la Mairie de Montpellier.
Depuis 2009, la radio est dotée d'une rédaction et de deux journalistes professionnelles. Après une embauche en contrat aidé, Mélanie Charpentier-Torrente, œuvre en tant que journaliste-reporter dont la spécialité se porte vers le patrimoine culturel de la ville de Montpellier avec la chronique « les murs ont des oreilles »,. Sous la direction de Laure Méravilles, Radio Clapas est la seule radio en France à être labellisée « point information jeunesse » (PIJ),.
En septembre 2009, lors d'une interview d'André Vézinhet par Laure Méravilles concernant l'éventualité d'une suppression des subventions pour les radios locales. Le Président du Conseil général de l'Hérault répond : « Il n’en est pas question. Vous êtes les enfants de la libéralisation des ondes par François Mitterrand en 1981. Cette libération de la parole est un bien précieux, il est du devoir des élus de la pérenniser ».
À la suite des baisses et retards d'apports des subventions au cours de l'année 2013, des dettes et reports de paiements auprès des institutions administratives (Urssaf, Spré, Afdas) et des prestataires techniques, d'un montant de 50 000 €, s'accumulent autour de la radio associative,. Les conséquences à court terme sont de menacer son fonctionnement et son existence. Les quatre anciens présidents et membres fondateurs de la radio : Claude Frigara, Jean-Paul Gambier, Robert Sabatier et Henri Talvat sont exclus du conseil d’administration et radiés de leurs adhésions. Depuis décembre 2013, un nouveau conseil d'administration est installé dont Grégoire Long est le président et Bruce Torrente, le directeur.
En 2014, Radio Clapas lance un appel aux dons. Dans la salle de concerts du Rockstore le 28 mars 2014, six groupes de musique montpelliérains (Dimoné, l'Hippocampus jass gang, MonMec, Kussay, Mixtapes et DeStijl) montent sur scène pour apporter leurs soutiens à la radio avec la contribution des spectateurs présents dans la salle, des auditeurs et l'aide financière de l'agglomération et de la mairie de Montpellier. Le 24 juin 2014, le projet Z'Onde interdite reçoit à Paris le prix « coup de chapeau » du trophée des associations de la 5e édition de la Fondation EDF. Durant cette année, elle obtient le prix national de la Semaine Bleue pour son projet « Mots Croisés » et le prix national B2V.
La radio se fait remarquer depuis 2015 en organisant des émissions en direct dans des salles de concerts et en octobre 2016 en coproduisant le concert de The Bad Plus au théâtre du Chai du Terral de Saint Jean de Védas,. En 2016, la radio change son logo et sous-titre par Culture et Citoyenneté afin de marquer l'arrivée de sa nouvelle équipe et les différences dans sa grille des programmes.
En 2018, la radio fête ses 40 ans d'existence, et devient la deuxième radio libre locale, après l'Eko des Garrigues qui a commencé à émettre à partir de 1975,.
Un programme de 14 événements est lancé au « Gazette café » le 28 mars. On y trouve des conférences, un festival au Jam, des soirées spéciales et quatre nouvelles web radios sont lancées pour l'occasion lors d'une soirée au « Club de la Presse Occitanie » et constituent une véritable base patrimoniale pour la ville.
L’ancienne secrétaire de la radio associative est condamnée, le 5 février 2018, par le tribunal correctionnel de Montpellier à un an de prison avec sursis et à rembourser 36 200 € pour avoir détournée cette somme de la trésorerie entre les mois d'août 2011 et juillet 2014.
Le 8 mars 2018, Radio Clapas participe au lancement d'une nouvelle fédération des radios libres le CRL Occitanie (Collectif des radios libres d'Occitanie) qu'elle contribue a créer avec sept autres radios. Dans le même temps, elle co-organise le congrès du SNRL avec deux autres radios de Montpellier qui se tiendra pour la première fois à Montpellier les 27, 28 et 29 juin 2018. 
Le 1er janvier 2021, Pierre Jean Pignède devient le nouveau Chef d'antenne de la station.

## COVID 19
Durant la période de confinement de Covid-19 du mois de mars 2020, Radio Clapas modifie ses grilles de diffusion en proposant quatre heures quotidiennes de programmes spécifiques pour les grands et les petits, composés de documentaires, d'initiatives locales, de devoirs pour les enfants et de groupes de musique locaux. L'information est relayée dans la presse nationale. Elle intitule ses programmes sous les noms de « Confinés mais cultivés » pour les adultes et « Confinés mais citoyens » pour les enfants.
L'initiative est animée par le Pr Bertrand Jalla, enseignant d’histoire et de géographie dans un collège de Montpellier, animateur musical bénévole et administrateur à Radio Clapas. Ce dernier offre un récit autour d’un point de programme précis, une problématique ou une étude de document, dont il dégage les enjeux. Le directeur de Radio Clapas, Bruce Torrente, explique : « Dans les quatre heures quotidiennes, il y a 30 minutes consacrées aux acteurs montpelliérains qui font bouger le confinement avec diverses initiatives et ce dans tous les domaines. Nous cherchons à produire de la diversité à travers leurs témoignages et montrer combien la réaction a été vive et productive. On veut montrer que Montpellier bouge, que la Région bouge à travers leurs expériences passionnantes ».
La semaine suivante, l'antenne fabrique en un temps record une émission hebdomadaire avec le CJD France (Comité des jeunes dirigeants), pour diffuser des entretiens téléphoniques sur la santé des entreprises françaises et leurs solutions. Une chronique initiée par l'écrivain Noudine Bara, « Dites le avec un livre » est aussi diffusée pendant le confinement. L'information est relayée dans Télématin sur France2 dans la chronique web de Laura Tenoudji[réf. nécessaire]. L'idée de la restauration d'un ciné-drive, comme en 2012, voit le jour sous l'organisation de Noudine Bara dès que l’évènement, en accord avec les autorités, sera autorisé. Comme précédemment, Radio Clapas est disposée à diffuser la bande sonore du film sur ses ondes.

## Autorisations du CSA
Depuis la création de la Haute Autorité de la communication audiovisuelle durant l'été 1982 et l'obtention de sa première autorisation (no 34-06) du 28 décembre 1983, Radio Clapas n'a pas cessé d'émettre.
Les demandes de reconductions des autorisations d'exploitation auprès des autorités ont été renouvelées :
- Le 16 juillet 1985, l'autorisation est modifiée[Note 1] sans précision sur la localisation de l'émetteur. La commission nationale de la communication et des libertés (CNCL) remplace la Haute Autorité de la communication audiovisuelle et à partir de 1989, le Conseil supérieur de l'audiovisuel est créé.
- Le 18 février 1992, renouvellement de l'autorisation parue dans le JORF no 92-97.
- Le 5 mars 1997, JORF no 54 faisant suite à la décision no 96-896 du 3 septembre 1996 (NOR CSAX9601896S). Le CSA reconduit l'autorisation d'exploitation pour cinq années. Le site d'émission est situé à la tour des Tritons[Note 3] dans les quartiers hauts de la Paillade à Montpellier[Note 4].
- Le 10 février 2001, JORF no 35 page 2301, pour la décision no 2001-55 du 23 janvier 2001 (NOR CSAX0101055S). Les données du site d'émission sont disponibles en annexe no 35 du 10/02/20 1 page 2301 à 2302[Note 5].
- Le 13 février 2007, JORF no 37, texte no 155, étant la parution de la décision no 2006-980 du 21 novembre 2006 (NOR CSAX0601980S). Le site d'émission est situé à la tour Cambon 2[Note 3], dans les quartiers hauts de la Paillade à Montpellier[Note 6].
- Le 17 février 2012, JORF no 0041, texte no 92 (NOR CSAR1203959S), faisant suite à la décision no 2011-TO-25 du 30 juin 2011 pour l'exploitation d'un service de radio de catégorie A et d'un site d'émission situé à la tour Cambon 2 qui est détruit en début d'été 2013[Note 7],[Note 8].
- Le 13 août 2014, JORF no 0186, texte no 82 (NOR CSAR1419303S), modifiant la décision no 2011-TO-25 du 30 juin 2011 pour l'exploitation d'un site d'émission situé au château d'eau à Castelnau-le-Lez[Note 9].
- Le 3 décembre 2016, JORF no 0281, texte no 209 (NOR CSAR1635243S), portant reconduction de l'autorisation, no 2016-TO-20 du 20 septembre 2016, délivrée à l'association Montpellier Contacts - Radio Clapas Montpellier pour l'exploitation d'un service de radio de catégorie A par voie hertzienne terrestre en modulation de fréquence dénommé Radio Clapas, dont le site d'émission est situé au château d'eau de Castelnau-le-Lez[Note 10].